# Taybosc
Taybosc (gaskognisch: Taibòsc) ist eine französische Gemeinde mit 66 Einwohnern (Stand 1. Januar 2022) im Département Gers in der Region Okzitanien (bis 2015 Midi-Pyrénées); sie gehört zum Arrondissement Condom und zum Gemeindeverband Lomagne Gersoise. Die Bewohner nennen sich Tayboscais/Tayboscaises.
Sie ist umgeben von den Nachbargemeinden Goutz im Norden, Saint-Brès im Osten, Maravat im Südosten und Süden, Puycasquier im Süden und Südwesten sowie Pis im Westen.

## Bevölkerungsentwicklung
| Jahr                       | 1793 | 1841 | 1962 | 1968 | 1975 | 1982 | 1990 | 1999 | 2006 | 2011 | 2018 |
| Einwohner                  | 262  | 298  | 69   | 66   | 62   | 59   | 64   | 56   | 53   | 62   | 62   |
| Quellen: Cassini und INSEE |      |      |      |      |      |      |      |      |      |      |      |